# جشنواره فیلم کن ۲۰۲۴
هفتاد و هفتمین جشنواره سالانه فیلم کن از ۱۴ تا ۲۵ مه ۲۰۲۴ برگزار شد. گرتا گرویگ، فیلمساز و بازیگر آمریکایی به عنوان رئیس هیئت داوران مسابقه اصلی حضور داشت. کامیل کوتین بازیگر فرانسوی مجری مراسم افتتاحیه و اختتامیه بود.
پوستر رسمی جشنواره شامل تصویری از فیلم راپسودی در ماه اوت (۱۹۹۱) اثر آکیرا کوروساوا ، انتخاب شده برای جشنواره فیلم کن ۱۹۹۱، توسط هارتلند ویلا طراحی شده است.
در طول جشنواره، دو نخل طلای افتخاری اهدا شد: اولی به استودیو جیبلی، و دومی به جرج لوکاس، در مراسم اختتامیه جشنواره.
چند روز قبل از مراسم افتتاحیه، کارکنان جشنواره خواهان اعتصاب عمومی شدند. گروه «شکسته پشت پرده» (Sous les écrans la dèche) شکایتی را در مورد ماهیت مخاطره آمیز کار در جشنواره فیلم مطرح کرد.
در پی اعلام رسمی انتخاب دانهٔ انجیر معابد برای مسابقه اصلی، محمد رسول‌اف فیلمساز ایرانی به اتهام «تبلیغ علیه نظام» علاوه بر شلاق، جزای نقدی و مصادره اموال به هشت سال حبس تعزیری محکوم شد، در حالی که بازیگران و عوامل بازجویی و متقاعد شدند تا رسول‌اف را متقاعد کنند که فیلم را از جشنواره کنار بگذارد. اندکی پس از آن، رسول‌اف و برخی از اعضای تیم موفق به فرار از ایران به اروپا شدند و در ۲۴ می ۲۰۲۴ در فرش قرمز فیلم شرکت کردند.
جشنواره با فیلم پرده دوم به کارگردانی کوئنتین دوپیو افتتاح شد.

## هیئت داوران

### رقابت اصلی
- گرتا گرویگ، بازیگر و فیلمساز آمریکایی - رئیس هیئت داوران[۳]
- خوان آنتونیو بایونا، فیلم‌ساز اسپانیایی
- ابرو جیلان، بازیگر و فیلم‌نامه‌نویس ترکیه‌ای
- پیرفرانچسکو فاوینو، بازیگر ایتالیایی
- لیلی گلادستون، بازیگر آمریکایی
- اوا گرین، بازیگر فرانسوی
- هیروکازو کورئیدا، فیلم‌ساز ژاپنی
- نادین لبکی، بازیگر و کارگردان لبنانی
- عمر سی، بازیگر فرانسوی

### نوعی نگاه
- خاویر دولان، بازیگر و فیلمساز کانادایی - رئیس هیئت داوران[۱۵]

### نخل کوئیر
- لوکاس دونت، فیلمساز بلژیکی - رئیس هیئت داوران[۱۶]

### دوربین طلایی
- نیکولا فیلیبر، فیلمساز و بازیگر فرانسوی - رئیس هیئت داوران[۱۷]

## انتخاب رسمی

### در رقابت
فیلم‌های زیر برای رقابت نخل طلا انتخاب شدند:
| نام فیلم                      | نام اصلی                      | کارگردان(ها)        | کشورهای تولید                                |
| ----------------------------- | ----------------------------- | ------------------- | -------------------------------------------- |
| آنچه به عنوان نور تصور می‌کنیم | آنچه به عنوان نور تصور می‌کنیم | پایال کاپادیا       | هندوستان                                     |
| قلب‌های تپنده                  | L’Amour Ouf                   | ژیل للوش            | فرانسه                                       |
| آنورا                         | آنورا                         | شان بیکر            | ایالات متحده                                 |
| کارآموز                       | کارآموز                       | علی عباسی           | کانادا، دانمارک، ایرلند، ایالات متحده آمریکا |
| پرنده                         | پرنده                         | آندریا آرنولد       | انگلستان، فرانسه، آلمان، ایالات متحده آمریکا |
| گرفتار جزر و مد               | 风流一代                      | جیا ژانکو           | چین                                          |
| امیلیا پرز                    | امیلیا پرز                    | ژاک اودیار          | فرانسه، مکزیک                                |
| دختر با سوزن                  | Pigen med nålen               | مگنوس فون هورن      | دانمارک، لهستان، سوئد                        |
| گرند تور                      | گرند تور                      | میگل گومیس          | پرتغال، ایتالیا، فرانسه                      |
| انواع مهربانی                 | انواع مهربانی                 | یورگوس لانتیموس     | انگلستان، ایرلند، ایالات متحده آمریکا        |
| لیمونوف: تصنیف                | لیمونوف: تصنیف                | کیریل سربرنیکوف     | فرانسه، ایتالیا، اسپانیا، روسیه              |
| مارچلو میو                    | مارچلو میو                    | کریستف اونوره       | فرانسه                                       |
| مگالوپلیس                     | مگالوپلیس                     | فرانسیس فورد کوپولا | ایالات متحده                                 |
| گرانبهاترین محموله            | گرانبهاترین محموله            | میشل آزاناویسوس     | بلژیک، فرانسه                                |
| موتل دستینو                   | موتل دستینو                   | کریم عینوز          | برزیل، فرانسه                                |
| اوه، کانادا                   | اوه، کانادا                   | پل شریدر            | ایالات متحده                                 |
| پارتنوپ                       | پارتنوپ                       | پائولو سورنتینو     | ایتالیا، فرانسه                              |
| دانه‌ی انجیر معابد             | دانه‌ی انجیر معابد             | محمد رسول‌اف         | ایران                                        |
| کفن‌ها                         | کفن‌ها                         | دیوید کراننبرگ      | فرانسه، کانادا                               |
| ماده                          | ماده                          | کورالی فارگیت       | ایالات متحده                                 |
| سه کیلومتر تا آخر دنیا        | سه کیلومتر تا آخر دنیا        | امانوئل پارو        | رومانی                                       |
| الماس وحشی                    | Diamant Brut                  | آگاته رایدینگر      | فرانسه                                       |

### خارج از رقابت
فیلم‌های زیر برای اکران خارج از رقابت انتخاب شدند:
| عنوان                      | کارگردان (های) | کشور تولید                    |
| -------------------------- | -------------- | ----------------------------- |
| فیوریوسا: حماسه مکس دیوانه | جورج میلر      | استرالیا، ایالات متحده آمریکا |
| افق: حماسه آمریکایی        | کوین کاستنر    | ایالات متحده آمریکا           |
| موج‌سوار                    | لورکان فینیگان | استرالیا، ایرلند              |